# 공주 신원사 석가여래 진신사리탑
석가여래 진신사리탑(釋迦如來眞身舍利塔)은 대한민국 충청남도 공주시 계룡면 양화리 신원사에 있는 탑이다.
1990년 미얀마에서 4과, 타이에서 3과 도합 7과의 석가여래 진신사리를 모셔다 봉안하고 있는 탑이다. 이곳에 가람을 세우고 탑을 세우면 천년만대로 국익을 도모한다는 옛 말에 따라 현 주지 운담 대사의 원력으로 세우게 되었다.